# Eck (Fraunberg)
Eck ist ein Ortsteil der Gemeinde Fraunberg, Landkreis Erding, Oberbayern.

## Lage
Der Weiler liegt rund vier Kilometer östlich von Fraunberg. 